# Oneirophrenie
Die Oneirophrenie (von altgriechisch ὄνειρος óneiros ‚Traum‘) ist eine traumähnliche Erlebnisweise von realen Vorgängen mit gleichzeitiger Benommenheit, zum Beispiel im Delirium tremens.
Während dieses Zustands können auch innere Bilder als so real empfunden werden, dass Traum- und Realwelt nicht getrennt werden können.
Oneirophrenie ist keine alleinstehende Diagnose; sie ist Symptom einer Erkrankung. Eine Oneirophrenie kann bei allen Psychosen vorkommen, insbesondere bei Schizophrenie und bipolarer Störung.